# Азербайджано-албанские отношения
Азербайджано-албанские отношения — двусторонние дипломатические отношения между Азербайджаном и Албанией в политической, экономической и иных сферах.

## Дипломатические отношения
Албания признала независимость Азербайджана 4 января 1992 года. Дипломатические отношения между странами установлены 23 сентября 1993 года.
До 2022 года посольство Азербайджана в Греции являлось также посольством Азербайджана в Албании.
18 ноября 2022 года учреждено посольство Азербайджана в Албании.
Дипломатическое представительство Албании в Азербайджане расположено в Анкаре, Турция.
В 2023 году принято решение об открытии посольства Албании в Азербайджане. 
В парламенте Азербайджана действует двусторонняя межпарламентская рабочая группа. Руководителем группы является Этибар Алиев. 
В парламенте Албании также создана группа дружбы с Азербайджаном.
Между сторонами подписано 8 договоров.

## Международное сотрудничество
Страны сотрудничают в рамках таких международных организаций, как Организация Объединённых Наций, Организация по безопасности и сотрудничеству в Европе, Организация исламского сотрудничества, Организация черноморского экономического сотрудничества.

## Официальные визиты
В рамках официального визита Министра иностранных дел Албании Эдмонда Хаджи Насто в Азербайджан, стороны заключили соглашение, согласно которому визовый режим отменялся для физических лиц с дипломатическими и служебными паспортами.
В рамках официального визита премьера-министра Албании Сали Бериша, состоявшегося 9 февраля 2012 года было заключено соглашение о поощрении и взаимной защите инвестиций.
10-11 марта 2016 года президент Албании Буяр Нишани посетил Азербайджан с официальным визитом с целью участия в IV Глобальном Бакинском Форуме.
15-18 марта 2017 года президент Албании Буяр Нишани принял участие в V Глобальном Бакинском Форуме.
15-17 марта 2018 года и 14-16 марта 2019 года  президент Албании Илир Мета посещал Баку с официальным визитом с целью участия в VI и VII Глобальных Бакинских Форумах.
14 апреля 2022 года премьер-министр Албании Эди Рама посетил Азербайджан с официальным визитом.
15 ноября 2022 года Президент Азербайджана Ильхам Алиев совершил государственный визит в Албанию.
В марте 2023 года Президент Албании Байрам Бегай посетил с визитом Азербайджан с целью принять участие в X Глобальном Бакинском форуме.
В марте 2024 года премьер-министр Албании Эди Рама посетил Баку с рабочим визитом.

## Экономическое сотрудничество
В энергетической сфере особое место принадлежит реализации таких совместных проектов, как Трансадриатический газопровод и Трансанатолийский газопровод.
Планируется приватизация Государственной нефтяной компанией Азербайджана (SOCAR) нефтяной компании Албании «АльбПетроль».
В апреле 2013 года в городе Баку между Кабинетом министров Азербайджанской Республики и Советом министров Албании было заключено соглашение о сотрудничестве. Согласно основным пунктам соглашения, ввозимое сырьё освобождалось от налогов.
19 декабря 2014 года между правительствами Азербайджана и Албании подписан Меморандум о взаимопонимании по сотрудничеству в области газификации Албании.

### Товарооборот (тыс. долл)
| Год  | Экспорт Азербайджана | Импорт Азербайджана | Сумма товарооборота |
| ---- | -------------------- | ------------------- | ------------------- |
| 2020 | 0                    | 385,95              | 385,95              |
| 2021 | 4 293,08             | 657,93              | 4 951,01            |
| 2022 | 364,61               | 1 285,84            | 1 650,45            |
| 2023 | 950,91               | 576,88              | 1 527,79            |
| 2024 | 1 827,07             | 628,04              | 2 455,11            |

## Культурные связи
В марте 2011 года состоялся официальный визит Министра иностранных дел Албании — Эдмонда Хаджи Насто в столичный город Баку. В ходе переговоров были достигнуты соглашения о совместной деятельности в области религии.
В 2014 году между Тиранским политехническим университетом и Бакинским государственным университетом подписан меморандум о совместной деятельности в области образования.
В 2023 году в Албании будет проведена Неделя Азербайджана.